# Distrito Escolar Independiente de Plainview
El Distrito Escolar Independiente de Plainview (Plainview Independent School District, PISD) es un distrito escolar de Texas. Tiene su sede en Plainview.
Sirve a partes de los condados de Hale y Floyd.
El consejo escolar tiene un presidente, un vicepresidente, un secretario, y cuatro miembros.

## Demografía
A partir de 2008, 72% de los estudiantes del distrito eran hispano o latino. De 1980 a 2008 la población de los hispanos y latinos en el área de Plainview, especialmente los niños hispanos y latinos, había aumentado dramáticamente.

## Educación bilingüe
A partir de 2008 el distrito afirmó que 9% de sus estudiantes se clasificaron como limited English proficient (LEP); el distrito escolar intentó sacar a los estudiantes del programa bilingüe durante los grados 1 y 2. Distritos escolares de Texas con datos demográficos similares a los de Plainview ISD a menudo afirmaron que 25% de sus estudiantes se clasificaron como LEP. En 2006 27% de los padres de Plainview ISD se negaron a los servicios bilingües para sus hijos.
En Plainview ISD dos escuelas primarias tenían educación bilingüe para todos grados; tres escuelas tenían educación bilingüe para algunos grados, y una escuela no tenía educación bilingüe; algunos estudiantes de los programas bilinguas necesitaban asistir a otras escuelas para completar su educación bilingüe. El superintendente de Plainview ISD, Ron Miller, afirmó que el distrito tuvo problemas para contratar a los maestros bilingües debido a su ubicación rural.

## Tasa de abandono escolar
En 2008 la mayoría de los estudiantes que abandonan la escuela en Plainview eran hispanos y latinos, y la tasa de abandono escolar de cuatro años era casi dos veces mayor que el promedio en Texas. En 2008 Miller afirmó que no creía que la organización de los programas bilingües de las escuelas primarias de Plainview ISD contribuyeran a las tasas de deserción escolar en las niveles preparatorias.

## Escuelas
Preparatorias (high schools): 
- Plainview High School
- Ash High School

Secundarias (middle schools): 
- Coronado Middle School
- Estacado Middle School

Primarias (elementary schools): 
- College Hill
- Edgemere
- Highland
- Hillcrest
- La Mesa
- Thunderbird